# Pachyramphus
Pachyramphus es un género de aves paseriformes perteneciente a la familia Tityridae que agrupa a especies nativas de la América tropical (Neotrópico) cuyas áreas de distribución se encuentran desde el extremo sur de los Estados Unidos, a través de América Central, Jamaica y América del Sur, hasta el centro de Argentina. A sus miembros se les conoce por el nombre popular de anambés o cabezones.

## Etimología
El nombre genérico masculino «Pachyramphus» se compone de la palabras del griego «pakhus» que significa ‘robusto’, ‘grueso’, y «ramphos» que significa ‘pico’.

## Características
Las aves de este género son atractivas, cabezonas y de pico ancho; de tamaño mediano, midiendo entre 13 y 18,5 cm de longitud. De comportamiento tanto perezoso como inconspicuo, son arborícolas en los bosques y sus bordes, principalmente de baja altitud, a pesar de que unas pocas especies son montanas. Sus nidos son estructuras globulares grandes y desordenadas, con una entrada en la parte inferior o de lado. Presentan dimorfismo sexual, los machos tienden a ser grises y negros con detalles blancos y las hembras rufas o rufo-amarillentas; dos especies rufas no presentan dimorfismo.

## Taxonomía
Este género (así como Laniisoma, Iodopleura y Tityra) ha sido tradicionalmente colocado en la familia Cotingidae; Schiffornis en la familia Pipridae y Laniocera en la familia Tyrannidae. La Propuesta N° 313 al Comité de Clasificación de Sudamérica (SACC), siguiendo los estudios de filogenia molecular de Ohlson et al. (2007), aprobó la adopción de la nueva familia Tityridae, incluyendo el presente y los otros géneros.
Las evidencias sugieren que el presente género pertenece a un clado basal dentro su familia,  incluyendo también los géneros Iodopleura, Xenopsaris y Tityra (con una pobre sustentación por el método de remuestreo estadístico Bootstrapping). Los amplios estudios genético-moleculares de Tello et al. (2009) y Ohlson et al. (2013) descubrieron una cantidad de relaciones novedosas dentro de los paseriformes subóscinos que todavía no están reflejados en la mayoría de las clasificaciones. Específicamente para la familia Tityridae, corroboraron las tesis anteriores y propusieron la subfamilia Tityrinae Gray, 1840 agrupando a Iodopleura, Xenopsaris, Tityra y Pachyramphus.
Las especies Pachyramphus homochrous, P. minor, and P. validus estuvieron anteriormente situadas en un género separado Platypsaris, pero los autores más recientes han seguido a Snow (1973, 1979a) en integrarlo dentro de Pachyramphus.

## Lista de especies
Según las clasificaciones del Congreso Ornitológico Internacional (IOC), y Clements Checklist/eBird, el género agrupa a las siguientes especies, con diferencias que comentadas en Notas taxonómica; y con el respectivo nombre popular de acuerdo con la Sociedad Española de Ornitología (SEO):
| Imagen | Nombre científico                    | Autor                   | Nombre común                 | Estado de conservación | Distribución |
| ------ | ------------------------------------ | ----------------------- | ---------------------------- | ---------------------- | ------------ |
|        | Pachyramphus viridis                 | (Vieillot), 1816        | anambé verdoso               | LC                     |              |
|        | Pachyramphus (viridis) xanthogenys   | Salvadori & Festa, 1898 | anambé cariamarillo          | LC                     |              |
|        | Pachyramphus (viridis) griseigularis | Salvin & Godman, 1883   | (anambé cariverde)           | LC                     |              |
|        | Pachyramphus versicolor              | (Hartlaub), 1843        | anambé barrado               | LC                     |              |
|        | Pachyramphus spodiurus               | P.L. Sclater, 1860      | anambé pizarra               | VU                     |              |
|        | Pachyramphus rufus                   | (Boddaert), 1783        | anambé cinéreo               | LC                     |              |
|        | Pachyramphus castaneus               | (Jardine & Selby), 1827 | anambé castaño               | LC                     |              |
|        | Pachyramphus cinnamomeus             | Lawrence, 1861          | anambé canelo                | LC                     |              |
|        | Pachyramphus polychopterus           | (Vieillot), 1818        | anambé aliblanco             | LC                     |              |
|        | Pachyramphus marginatus              | (Lichtenstein), 1823    | anambé capirotado            | LC                     |              |
|        | Pachyramphus albogriseus             | P.L. Sclater, 1857      | anambé blanquinegro          | LC                     |              |
|        | Pachyramphus salvini                 | Richmond, 1899          | anambé críptico              | NE                     |              |
|        | Pachyramphus major                   | (Cabanis), 1847         | anambé mexicano              | LC                     |              |
|        | Pachyramphus (major) uropygialis     | Nelson, 1899            | (anambé mexicano occidental) | LC                     |              |
|        | Pachyramphus surinamus               | (Linnaeus), 1766        | anambé de Surinam            | LC                     |              |
|        | Pachyramphus homochrous              | P.L. Sclater, 1859      | anambé unicolor              | LC                     |              |
|        | Pachyramphus minor                   | (Lesson), 1831          | anambé gorgirrosa            | LC                     |              |
|        | Pachyramphus validus                 | (Lichtenstein), 1823    | anambé grande                | LC                     |              |
|        | Pachyramphus aglaiae                 | (Lafresnaye), 1839      | anambé degollado             | LC                     |              |
|        | Pachyramphus niger                   | (Gmelin), 1788          | anambé jamaicano             | LC                     |              |